# И-270

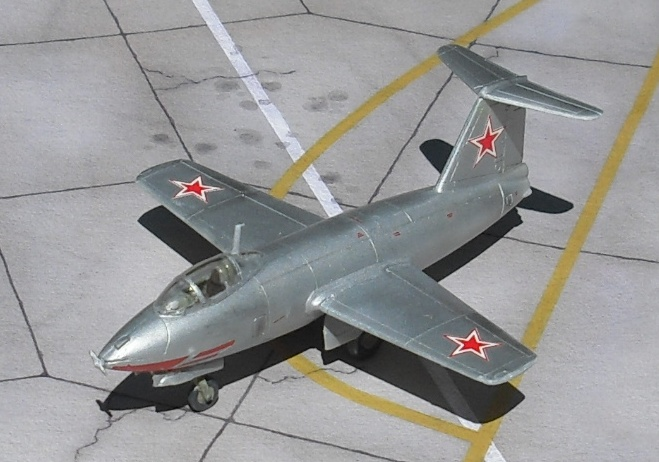
Модель И-270

И-270 (по классификации НАТО — Type 11) — опытный истребитель ОКБ Микояна с ракетным двигателем. Совершил первый полёт в январе 1947 года.

## История создания

### Разработка
В послевоенный период большой проблемой стало отсутствие ТРД большой тяги, в связи с этим начался поиск альтернативы турбореактивным двигателям. В 1946 году ОКБ Лавочкина и ОКБ Микояна предприняли попытку создания истребителя с ЖРД. На тот момент в СССР уже имелись небольшие наработки по истребителю с ЖРД Березняка — Исаева — БИ, а также проекту Поликарпова «М». Кроме этого, советские конструкторы изучали трофейные германские истребители Me-163 и техническую документацию по другим типам ракетной техники Третьего рейха.
Постановлением Совета Народных Комиссаров СССР от 26 февраля 1946 года и приказом наркомата авиапромышленности ОКБ Микояна поручалось разработать и построить истребитель с ракетным двигателем РД-2М-3В в трёх экземплярах. Истребитель получил обозначение И-270 и шифр «Ж».
Аванпроект истребителя предполагал использование стреловидного крыла, однако в ЦАГИ и конструкторских бюро ещё не была накоплена теоретическая база и экспериментальный материал по нему, вследствие этого стреловидным оставили только хвостовое оперение.
И-270 представлял собой цельнометаллический свободнонесущий среднеплан с двухкамерным ЖРД Л. С. Друшкина и В. П. Глушко РД-2М-3В тягой 1450 кгс в хвостовой части фюзеляжа. Сам фюзеляж веретенообразный и имел разъём для расстыковки на две части, что облегчало доступ к двигателю. Крыло прямое, трапециевидное, стреловидностью 12 по передней кромке, тонкого профиля и малого сужения. Горизонтальное оперение было расположено на вершине киля, причем подобная конструкция Т-образного хвостового оперения была впоследствии применена на реактивных истребителях ОКБ МиГ-15 и МиГ-17. Кабина герметическая, её бронирование включало переднюю 9-мм бронеплиту и козырёк фонаря из бронестекла. Кресло пилота было оборудовано пиропатроном для катапультирования. Шасси трёхстоечное, передняя стойка убиралась вперёд, в нос самолёта; основные стойки, которые имели очень узкую колею, убирались в центральную часть фюзеляжа.
Вооружение И-270 состояло из двух 23-мм пушек системы Нудельмана-Суранова НС-23КМ, установленных в нижней части фюзеляжа. Общий боезапас пушек — 80 патронов. Под каждым крылом предусматривалась подвеска блока из четырёх НАР РС-82. Но ни на один из построенных прототипов вооружение не устанавливалось.

### Испытания
Перед первыми полётами на И-270 несколько лётчиков ОКБ и НИИ ВВС тренировалось на Як-9, нагруженном свинцовыми болванками для имитации характеристик продольной и поперечной устойчивости И-270. После того, как первый прототип «Ж-1» без двигателя был достроен в конце 1946 года, его испытывали в буксировочных полётах за бомбардировщиком Ту-2. Кроме двигателя, на «Ж-1» балластом были заменены пушки и часть оборудования.
Отлаженный двигатель РД-2М-3В установили на второй прототип «Ж-2». В январе 1947 года лётчик-испытатель ОКБ Н. В. Юганов выполнил на нём первый полёт. Затем к испытаниям подключили лётчика ГК НИИ ВВС А. К. Пахомова. При неудачной посадке Пахомов повредил самолёт, что потребовало небольшого ремонта. Однако спустя несколько недель Юганову пришлось сажать истребитель «на брюхо», при этом он был серьёзно повреждён, И-270 решили не восстанавливать. А вскоре все работы по самолётам с ракетными двигателями, таким, как И-270 ОКБ Микояна, Ла-162 ОКБ Лавочкина и РМ-1 Москалёва, были свёрнуты как потерявшие актуальность в связи с наладкой серийного производства истребителей с турбореактивными двигателями.

## Тактико-технические характеристики
Источник данных: Gunston B., Gordon Y., 1998.

Технические характеристики
- Экипаж: 1 пилот
- Длина: 8,915 м
- Размах крыла: 7,75 м
- Высота:
- Площадь крыла: 12 м²
- База шасси: 2,415 м
- Колея шасси: 1,6 м
- Масса пустого: 1546 кг
- Нормальная взлётная масса: 4120 кг
- Масса топлива во внутренних баках: 1620+440+60 кг
- Силовая установка: 1 × ракетный РД-2М-3В
- Тяга: 1 × 1450 кгс (14,2 кН)

Лётные характеристики
- Максимальная скорость: 1000 км/ч у земли
  - на высоте: 936 км/ч на 15 000 м
- Посадочная скорость: 137 км/ч
- Практический потолок: 17 000 м
- Время набора высоты:
  - 10 000 м за 2,37 мин
- Нагрузка на крыло: 249,2 кг/м²
- Тяговооружённость: 0,44
- Длина разбега: 895 м
- Длина пробега: 493 м

Вооружение
- Стрелково-пушечное: 2 × 23 мм пушки НС-23 с 40 патр. на ствол